# Caloramator fervidus
Caloramator fervidus è una specie di batterio appartenente alla famiglia delle Clostridiaceae.